# Cerrone
Jean-Marc Cerrone (Vitry-sur-Seine, 24 mei 1952) is een Franse discoartiest, drummer, componist en producer. Samen met Giorgio Moroder behoort hij tot de belangrijkste pioniers van de ritmische en elektronische disco in Europa.

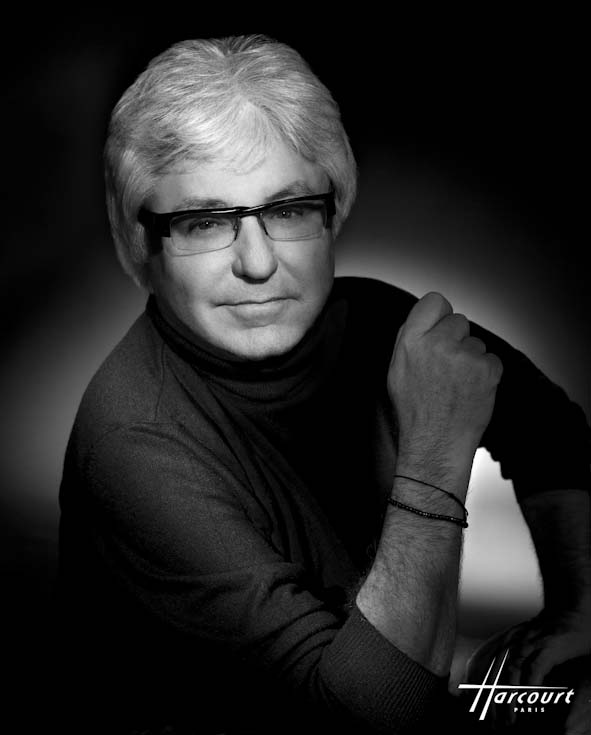
Cerrone in 2009

Artiesten zoals Daft Punk, Etienne de Crécy, Cassius en bovenal Bob Sinclar haalden reeds inspiratie uit Cerrones' werk.

## Jeugd
Cerrone is de zoon van een kleine schoenfabrikant. Stevige beats en funky ritmes kregen zijn aandacht al op jonge leeftijd. Na lang aandringen kreeg hij op 12-jarige leeftijd zijn eerste drumtoestel. Later speelde hij in lokale rockbands met als grote voorbeelden Santana, Cream, Chicago, Jimi Hendrix en Otis Redding. Hij studeerde in 1970 af als kapper, maar toch wilde hij het waar maken in de muziekwereld.

## De beginjaren
Met zijn band Kongas kwam Cerrone begin jaren 70 voor het eerst echt in de belangstelling te staan. De band speelde vaak in de Papagayo Club in Saint Tropez waar hij de Franse producer Eddie Barclay tegenkwam. Deze bood Kongas een platencontract aan en dat was het begin van een lange samenwerking met Barclay. Hun eerste single Boom werd een hitje, wat leidde tot enkele tournees in Europa, Afrika en Japan.
Persoonlijke kwaaltjes leidden ertoe dat Cerrone in 1975 de band verliet. Hij ging als studiomuzikant verder door het leven en opende twee platenzaken die, ‘Import Records’ werden gedoopt.

## Eerste succes
In 1975 begon hij songs te componeren voor zijn eerste album, het succesvolle Love In C Minor. Voor de titeltrack deed hij beroep op Alex R. Costandinos. Hij produceerde en registreerde het album helemaal zelf en 8 maanden later bracht hij zijn discodebuut in eigen beheer uit. Aangezien de Franse platenmaatschappijen niet bereid waren Cerrones muziek uit te brengen, liet hij zelf 20.000 exemplaren drukken en verkocht ze in zijn eigen platenzaken. Love In C Minor werd officieel pas, een jaar later, uitgebracht in februari 1977 bij Atlantic Records en leverde hem een eerste Grammy Award op.
De lp-hoes was van erotische aard en daardoor ook gewaagd. De A-kant bevat de albumtrack die 17 minuten duurt en daarmee een van de eerste lange discosongs is. De belangrijkste elementen op het album zijn de (hijgende) vrouwelijke vocals, een duidelijk hoorbare discobeat, gitaar- en bassolo’s en een heel orkest strijkers en koperblazers. Elementen die bijna op elk Cerrone-album te horen zijn.
De single Love In C Minor werd een wereldhit en haalde in de Verenigde Staten de 3e plaats in de Billboard's charts en Record World. De remake van de Los Bravos-song Black Is Black en Midnite Lady vulden de B-kant. Love In C Minor verkocht wereldwijd al bijna 8 miljoen exemplaren.
Tijdens het succes van zijn debuut werkte Cerrone al aan een opvolger Cerrone’s Paradise (1977). Het album verschilde weinig van zijn voorganger en was daardoor iets minder succesvol. De singleversie van de track Cerrone’s Paradise werd wel een hit. De 12”inch-versie van de track eindigt met saxofoonmuziek vergelijkbaar met The Men With The Red Face (2000) van Laurent Garnier.
In 1977 produceerde Cerrone enkele artiesten zoals Donray voor 'Revelacion'.

## Supernature: een mijlpaal
Cerrone III: Supernature werd eind 1977 uitgebracht en is het Magnum opus van Cerrone. De single Give Me Love werd een wereldhit en het album verkocht meer dan 8 miljoen exemplaren. Op de Billboard Disco Forum 4 van 1978 verkreeg Cerrone voor het album 6 betekenisvolle prijzen: “Disco Artist Of The Year”, “Male Disco Artist Of The Year”, “Disco Composer Of The Year”, “Disco Producer Of The Year”, “Disco Arranger Of The Year” en de prijs “Disco Instrumentalist Of The Year”.
Cerrone laat een geheel nieuwe sound horen met de 18 minuten durende albumtrack Supernature. De track bestaat uit 3 delen: Supernature, Sweet Drums en In The Smoke. Supernature is voornamelijk elektronisch en bevat allerlei geluidseffecten. Met Sweet Drums laat Cerrone horen dat hij niet alleen een schitterend componist is, maar ook een uitstekend drummer. Na drie minuten drumsolo’s begint het derde deel In The Smoke. Dit is een rustig, hemels nummer dat eindigt met een soort raketgeluid. De sfeer van In The Smoke zou je kunnen vergelijken met de muziek van Raymond Lefèvre voor de Franse film Les gendarmes et les Extra-Terrestres met Louis de Funès, die een jaar later verscheen. Voor het album werkte hij samen met Alain Wisniak, die ook nog later bijdragen leverde voor Cerrone.
In 1978 verscheen Golden Touch met de hit Je Suis Music. Een discoalbum met heel wat rockelementen. Je Suis Music en Rocket In The Pocket bevatten beide gitaarsolo's en bezitten weer de typische discobeat van Cerrone. Een optreden dat Cerrone gaf op het Paris Pavillion werd opgenomen en eind 1978 uitgebracht als een dubbelalbum.

## 1979
Een jaar later verscheen Angelina, het eerste Cerrone-album dat sommigen teleurstelde. Nochtans werd de single Call Me Tonight met zangeres Michelle Aller een grote Eurodiscoklassieker, vooral in homoclubs. Hij krijgt voor de song een Golden Globe. Songs zoals Living On Love en Rock Me stuitten op kritiek door de nogal mechanische en geforceerde klank. Allerlei disco- en rockelementen werden gecombineerd, waardoor het album weinig vernieuwend overkwam.

## De jaren 80
Vanaf 1980 geraakte disco in een dieptepunt en waren de mensen van het genre niet meer echt onder de indruk. Cerrone kende, zoals vele discoartiesten in die periode, matig succes met zijn album Cerrone VI (1980).
Cerrone VII (1981) kreeg weer wat meer aandacht. Cerrone deed een beroep op de toen nog niet echt bekende vocaliste Jocelyn Brown. Dankzij haar bijdrage op 'Hooked On You' kwam Cerrones muziek weer in de clubs terecht en domineerde hij, net zoals vroeger, weer de dansvloer.
Met zijn achtste album is het minder succesvolle Angelina volledig vergeten. Want Back Track (1982) levert weer een top-10 hit op: Supernature 2 en Trippin' On The Moon wat later ook een hit werd voor Claudja Barry. Datzelfde jaar werd al Cerrone 9 uitgebracht: Your Love Survived (1982). Een dubbelalbum met nieuw werk en remixen. Het remixalbum trok veel aandacht bij de dance-liefhebbers, aangezien remixen toen nog weinig voorkomend waren. Cerrone is dan ook een van de eerste artiesten die remixen maakte van eigen songs waaronder Call Me Tonight, Give Me Love en Look For Love.
Het dubbelalbum gaf Cerrone weer wereldwijd herkenning en werd een commercieel succes.
En het succes bleef maar duren, want in 1984 met de release van Cerrone X: Where Are You Now scoorde de titeltrack en Club Underworld weer bijzonder goed in de charts.
In 1985 werd The Collector uitgebracht, een album waar verschillende genres gecombineerd werden. De Kraftwerk-achtige synthesizers, het sciencefiction thema en de vele vrouwelijke vocals zorgden weer voor een muzikale koerswijziging. Zoals Supernature bestond de titeltrack uit 3 delen en vulde het een hele lp-lengte. De track bevat special effects vergelijkbaar met Supernature en een mannenstem à la "Thriller" van Michael Jackson. De B-kant bevat de pop/rock-songs: Forever, Shame on You en Where You Are.
Cerrone produceerde in de jaren 80 ook albums voor o.a. Laura Branigan en maakte in 1986 een album met LaToya Jackson, een zus van Michael Jackson.

## De jaren 90
Het succes van The Collector was weer een hoogtepunt in Cerrones carrière en was het geschikte moment om eens een rustpauze in te lassen na 10 jaar non stop albums uit te brengen. Cerrone liet 5 jaar niets van zich horen.
In 1990 verscheen uiteindelijk een eerste compilatie. Cerrone werkte ook aan de soundtrack voor Dancing Machine (1990), een film met Alain Delon en Patrick Dupont.
In de jaren 90 trad Cerrone regelmatig op voor groot publiek. Zo concerteerde hij voor Harmony in 1991, een megafeest voor de lancering van de eerste hooggekwalificeerde TV Satellite in Japan. Meer dan 800.000 toeschouwers waren toen in Tokyo van de partij. In 1991 werkte Cerrone aan een musical opera die 10 maanden vertoond werd in de Ed Sullivan Theatre op Broadway in New York. Er verschenen ook nieuwe albums: Dream (1992), X-XEX (1993) and Human Nature (1996). Juist na de release van Human Nature verscheen The Best Of Cerrone naar aanleiding van zijn 20-jarige carrière. Het werd een compilatie waar artiesten zoals Frankie Knuckles, Danny Tenaglia, David Morales en PWL bijdragen voor leverden.

## De 21e eeuw
Cerrone by Bob Sinclar verscheen in 2001, een album met oude en nieuwe remixen. Bob Sinclar ziet Cerrone als een van zijn grote voorbeelden. Dat blijkt uit de hit I Feel For You van Sinclar, wat een ode is aan de Franse discokoning. De song klinkt zeer Cerrone-achtig vanwege de Cerrones Angels, die de vocals in de song voor hun rekening namen. Een jaar eerder was Cerrone ook al te gast op het Bob Sinclar-album Champs Élysées (2000).
Dat jaar kwam Cerrone weer enorm in de belangstelling door de talrijke remixen en samples die toen van hem verschenen.
Cerrone componeerde en coproduceerde remixen en songs voor o.a. Spiller, Daft Punk, Modjo, Bob Sinclar, Liquid People, Paul McCartney, Lionel Richie, Luca Cassani, Armand van Helden, Joey Negro, Danny Tenaglia, e.a.
In 2002 kwam Cerrone met Hysteria (Cerrone), zijn 16e album. Het album werd goed onthaald door critici. De single The Only One en Love on the Dance Floor bevatten vrouwelijke vocals, funky basslijnen en strijkers. The Only One was de officiële jingle voor 'Star Academy' 2001-2004. Hysteria (Cerrone) werd een clubhit en lijkt een sample te bevatten van het 20 jaar eerder verschenen The Look (Cerrone, 1980).
That's Right en I Had To Be You zijn dan weer prachtige 'up-tempo'-songs waar synthesizers centraal staan. Hier en daar staan er op Hysteria verwijzingen naar Daft Punk, het Franse duo dat al samples gebruikte van Cerrone. Het album bevat bijdragen van zijn zoon Greg Cerrone en de Duitse discoproducer, DonRay. Nile Rodgers (Chic) nam enkele gitaarpartijen voor eigen rekening.
De verzamelaar 'Cerrone Culture' verscheen op 28 juli 2004 met 14 tracks waaronder een remix van Hooked On You door Jamie Lewis en een live-versie van Supernature.
In 2005 maakte Armand van Helden een remix van Je Suis Music (Cerrone, 1978).
Een nieuw album Tribute verscheen in oktober 2007 met Misunderstanding als eerste single.

## Megadancefloors
Vanaf halverwege jaren 80 organiseert Cerrone grootse evenementen. In Frankrijk organiseerde hij tal van evenementen: Trocadero (1988, Parijs), Evolution (1989, Parijs) met meer dan 600.000 toeschouwers en 'Planet Opera' (1996, Nice).
Op 31 december 1999 concerteerde hij op de 'The Los Angeles Millennium Celebration' (2000) in Hollywood.
In 1 juli 2005 organiseerde Cerrone in Versailles weer een grote 'dance party' waar meer dan honderdduizend mensen op af kwamen. Een dag later vond op dezelfde plaats Live Aid plaats waar hij ook aan deelnam.
In 2004 verkreeg Cerrone van de Franse minister van Cultuur de titel 'Chevalier de l'Ordre des Arts et des Lettres'. Cerrone verkocht sinds 1975 al meer dan 30 miljoen albums.
Cerrone bracht in februari 2006 de score voor Orange Mechanique (Clockwork Orange) uit. Het conceptalbum bevat instinctieve electro met synths en drums, een sound vergelijkbaar met Supernature.
In juli 2006 trad hij voor het eerst op in Afrika in Algerije (in het Sheraton-hotel).
Op 16 december 2006 organiseerde Cerrone een grote party in Rijsel, The Lille Cerrone Party. Op 2 februari 2007 vierde Cerrone zijn 30-jarige carrière met Cerrone-Celebrate, een megaspektakel in Parijs.

### Stars Of Europe
Cerrone mocht op 24 maart 2007 Stars Of Europe afsluiten. Met dit evenement werd het 50-jarig bestaan van het Verdrag van Rome gevierd. Het popconcert vond plaats aan het vernieuwde Atomium in Brussel en lokte meer dan 60000 toeschouwers. Stars Of Europe werd wereldwijd uitgezonden met een bereik van een half miljard mensen. Europese artiesten als Zucchero, Simply Red, Scorpions, Hooverphonic, Nana Mouskouri en Kim Wilde waren van de partij. Cerrone mocht het evenement rond 50 jaar Europese samenwerking besluiten met een remix van Supernature. Cerrones Give Me Love werd gebruikt als eindgeneriek.

## Discografie
albums:
- KONGAS (1971)
- KONGAS - Africanism (1972)
- DONRAY - Garden of love (1975)
- Cerrone I: Love in C Minor (1976) (10 miljoen ex.)
- Cerrone II: Cerrone's Paradise (1977)
- Cerrone III: Supernature (1977) (8 miljoen ex.)
- Cerrone IV: Golden Touch (1978) (2 miljoen ex.)
- Cerrone V: Angelina (Cerrone V) (1979)
- Cerrone VI (1980)
- Cerrone VII: You are the one (1981)
- Cerrone VIII: Back track (1982)
- Cerrone IX: Your love survived (1982)
- Cerrone X: Where are you now (1984)
- Cerrone XI: The collector (1985)
- Cerrone XII: Way in (1990)
- Cerrone XIII: Dream (1992)
- Cerrone XIV: X-Xex (1993)
- Cerrone XV: Human nature (1996)
- The Best Of Cerrone (1996)
- Best of remixes (1998)
- Cerrone XVI: Hysteria (Cerrone) (2002)
- Culture: compilation (2004)
- Cerrone: XVII: Celebrate! (2007)
- Love Ritual - Glamorous Lounge Selection (2008) (compilatie)
- Cerrone By Jamie Lewis (2009) remix-album
- Red Lips (2016)

Speciale releases:
- Live: Paris (1978)
- Live: Paris (1983)
- Remix 2001: Cerrone by Bob Sinclar

Movie Soundtracks:
- Vice Squad (Brigade Mondaine) (1978)
- La secte de Marakech
- Voudou aux Caraïbes
- Dancin' machine (1990)
- Orange Mecanique (The Score) (2006)